# Tvrdá pěst Tuáregů
Tvrdá pěst Tuaregů (1950, přepracováno roku 1962 pro vydání v edici Knihy odvahy a dobrodružství) je dobrodružný román pro mládež od českého spisovatele a cestovatele Jaroslava Raimunda Vávry. Kniha se odehrává v severní Africe a je založena na skutečné historické události z kmenových válek v centrální Sahaře (nájezd kmene Tuaregů proti arabskému kmeni Ša'anbů vyvolaný krevní mstou). Autor v románu podává široký a barvitý obraz zdánlivé saharské pustiny, seznamuje nás s jejími obyvateli a s jejich zvyky, s islámem a jeho kulturou a s místními sociálními, hospodářskými a politickými poměry v zemi postupně ovládané francouzskými kolonizátorskými vojsky. 

## Obsah románu
Ve 40. letech 19. století byl ša'anbskými Araby zajat vládce hoggarských nomádských Tuaregů a pak nesmyslně zabit. Jeho vražda se nejvíce hodila muslimským kněžím, kteří se ze strachu před vzpourou hladového lidu a v obavách o bohatství uložené v jejich klášterech snažili rozštěpit zemi krevní mstou. 
Když manželka zavražděného šejcha slíbí, že se stane ženou toho, kdo vykoná krevní mstu, vyrazí skupina mstitelů vykonat krevní mstu. Té se zúčastní také tři hoši z Tripolisu, Hasan, Babula a čenoušek Karambua, kteří při výpravě prožijí řadu příhod. Na konci knihy se chlapci stanou svědky vybití vládnoucího ša'anbskéh rodu.